# Krasnoiarske, Seredîna-Buda
Krasnoiarske (în ucraineană Красноярське) este un sat în comuna Ocikîne din raionul Seredîna-Buda, regiunea Sumî, Ucraina.

## Demografie
Componența lingvistică a localității Krasnoiarske
     Ucraineană (58,82%)
     Rusă (41,18%)
Conform recensământului din 2001, majoritatea populației localității Krasnoiarske era vorbitoare de ucraineană (58,82%), existând în minoritate și vorbitori de rusă (41,18%).